# ОШ „Станоје Главаш” Глибовац
ОШ „Станоје Главаш” Глибовац, насељеном месту на територији општине Смедеревска Паланка, основана је 1891. године.
Прва школа је отворена у преправљеној старој сеоској судници. Школска зграда је направљена 1911. године по плану и новцем од продате сеоске шуме и задужењем општине код окружног одбора у Смедереву. Школске 1939/40. године зграда је проширена и дозидана још једна учионица. Тада је отворено и пето одељење и школа је имала укупно 250 ученика. За време рата школска зграда је била немачка касарна и због тога се настава одржавала по приватним зградама (кафана и сеоске куће).
Школске 1996/97. године започело је проширивање постојеће школске зграде сазидавањем темеља и постављањем прве плоче. Градња је текла постепено, да би захваљујући организацији USAID Voka сви радови око изградње били приведени крају и школска 2004/2005. започела је и у потпуно новом делу школе.
Сада се настава одржава у пет учионица. У школи постоји опремљен кабинет за информатику као и издвојено одељење предшколске установе „Чика Јова Змај”.